# Esport rural basc

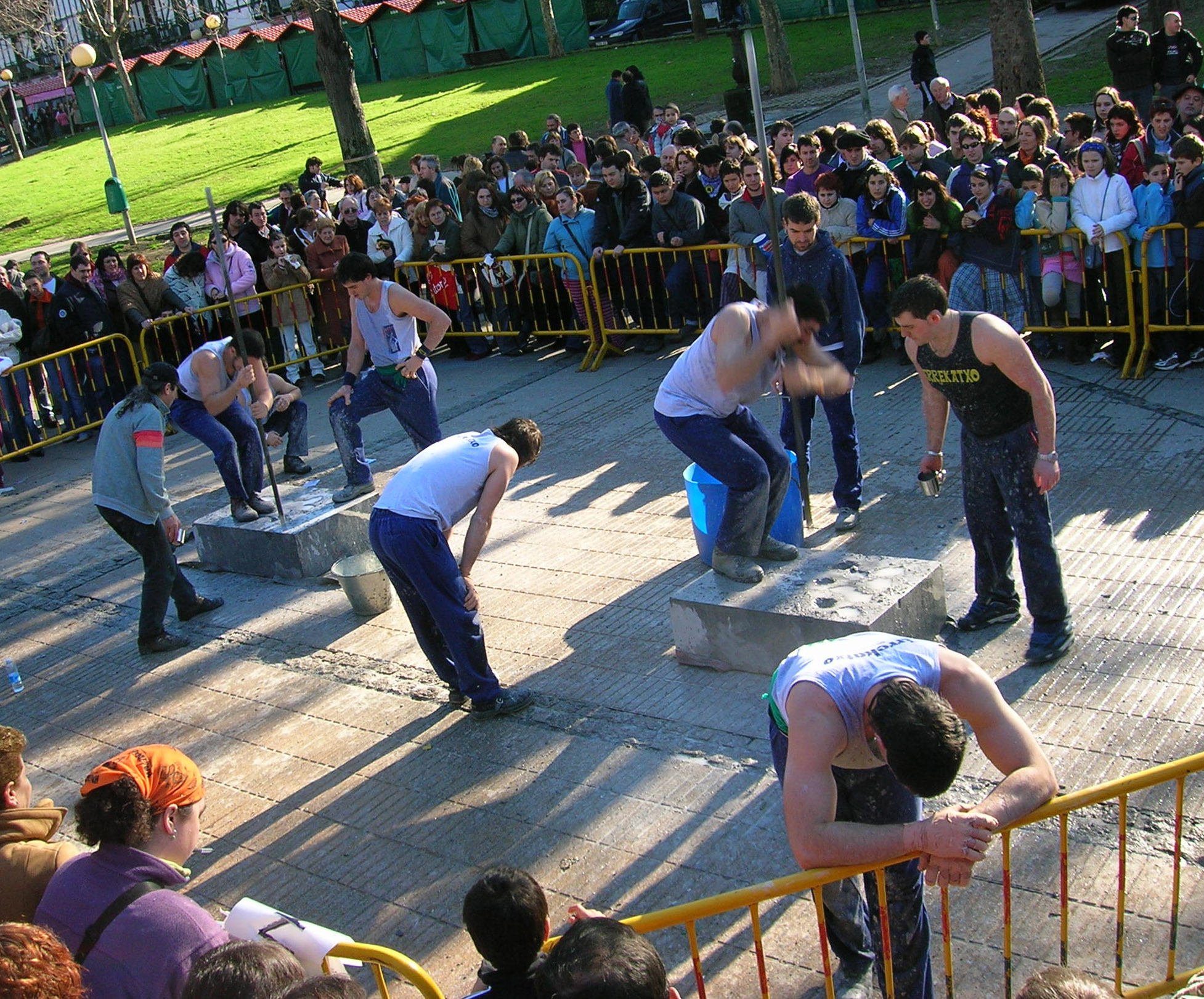
Prova de barrinadors.

L'esport rural basc (en basc herri kirolak i en francès force basque) és el terme sota el qual s'engloben diferents modalitats esportives que es practiquen per tradició en el medi rural del País Basc, Navarra i Iparralde.
Alguns d'aquests esports han sorgit del País Basc i són específics d'allí, mentre que uns altres es practiquen d'una manera o altra també en altres parts del món.
Trets comuns d'aquests esports són la importància que es concedeix a les apostes i desafiaments entre participants i espectadors. També és destacable que en general tots els esports rurals bascos requereixen una gran força física i una gran resistència.
Tots aquests esports tenen el seu origen en activitats laborals del medi rural que s'han transformat en activitats esportives a partir de la competència entre diferents persones per veure qui té més destresa en una activitat determinada. Així per exemple, a partir de l'activitat de tallar troncs per aprovisionar-se de llenya sorgeix l'esport dels aizkolaris o talladors de troncs; a partir de l'activitat de moure grans roques per a la construcció sorgeix l'aixecament de pedres, etc.

## Esports rurals bascos

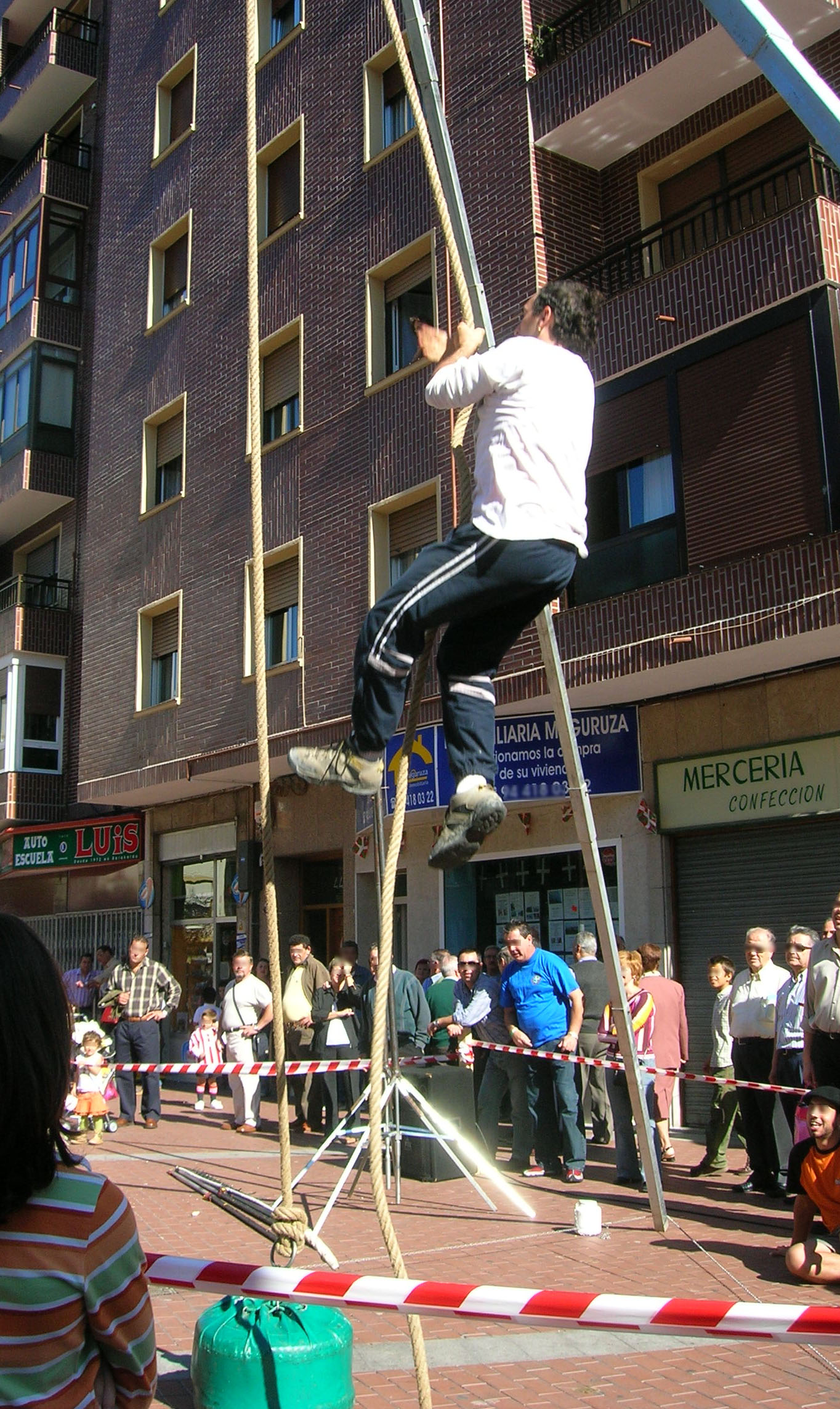
Aixecament de fardell.

Actualment hi ha 18 modalitats esportives reconegudes oficialment com a Esport Rural Basc:
- Alçament d'enclusa (Ingude altxatzea): consisteix a aixecar el major nombre de vegades una enclusa de ferro des d'una base a una altura determinada.
- Arrossegament de pedra (Gizeh-abere probak). Aquestes proves se celebren en una plaça especialment condicionada que rep el nom de probadero (probaleku), on els participants han d'arrossegar una pedra de gran grandària durant un període prefixat, havent de realitzar el major nombre de places possible. Les diferents modalitats es distingeixen per com es realitza l'arrossegament de la pedra, combinant la força de tir de diferents tipus d'animals amb la força humana:
  - Arrossegament de pedra per bous (idi-dema o idi proba): les pedres són arrossegades amb l'ajuda de bous. És la modalitat d'arrossegament més habitual.
  - Arrossegament de pedra per rucs (asto-proba): les pedres són arrossegades amb l'ajuda de rucs.
  - Arrossegament de pedra per cavalls (zaldi-proba): les pedres són arrossegades amb l'ajuda de cavalls.
  - Arrossegament de pedra per homes (gizon proba). les pedres s'arrosseguen per quadrilles de probalaris sense cap ajuda de força animal.
- Les competicions de barrinadors (Harri zulatzaileak) consisteixen a perforar blocs de pedra mitjançant cops i rotació amb una barra metàl·lica. Provenen també d'una labor tradicional, però amb origen en la mineria i no en l'agricultura. En els buits perforats es col·locaven els cartutxos de dinamita, que rebentaven la roca. Es practica a les antigues àrees mineres de la Biscaia occidental.
- Curses amb sacs, o Curses de contrabandistes (Zaku lasterketa), carreres que es realitzen amb un sac pesat carregat a l'esquena. Emulen la labor dels contrabandistes i tenen origen a la zona fronterera entre Espanya i França.
- Carreres amb txingas (txinga eramatea): consisteix a portar dos pesos a cada mà, sense limitació de temps, a la major distància possible.
- Curses de marmites (Ontzi eramatea): Variant de l'anterior que substitueix les peses per bidons o marmites.
- Tallada de troncs amb destral (aizkora edo aizkol jokoa): Els esportistes reben el nom d'aizkolaris. L'esport té el seu origen no en la tala d'arbres sinó en el tall de llenya. Consisteix a tallar una determinada quantitat de troncs d'un determinat diàmetre amb una destral. Els troncs solen disposar-se a terra prèviament preparats en posició horitzontal, de tal manera que l'aizkolari els talla enfilat a sobre seu. Solen competir diversos aizkolaris alhora. Tradicionalment, els aizkolaris eren també korrikalaris, que combinaven la tallada de troncs amb corregudes a peu. Sol disputar-se en frontons, places de toros i places de pobles. La competició principal és la Urrezko Aizkora (Destral d'Or).
- Tallada de troncs amb serra (Trontza): Es tracta de tallar troncs, de determinades mides, en el temps més curt possible, utilitzant una trontza o serra. És un esport derivat també de l'activitat llenyataire.
- Llançament de fardell (Lasto botatzea): Consisteix a fer passar un fardell de palla per sobre d'una barra horitzontal amb l'ajuda d'una forca.
- Aixecament de carro (orga joko): Consisteix a fer girar sobre un eix una carreta fixada sobre el timó. La distància es calcula sobre la circumferència. No hi ha regles universals, encara que a Donapaleu - Saint-Palais, per exemple, la carreta pesa 350 quilos.

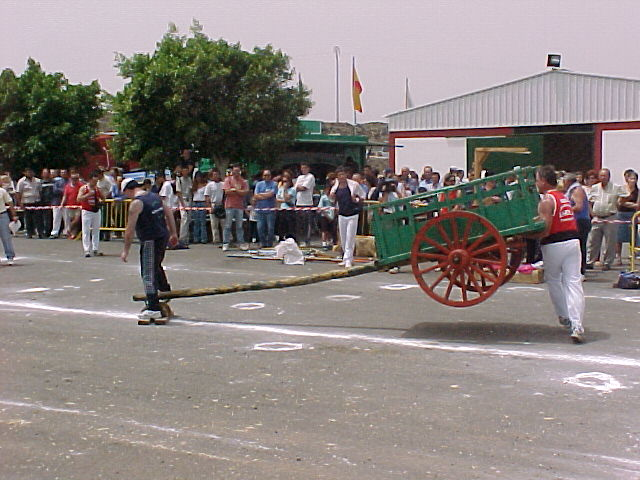
Exhibició d'"orga joko" en una fira ramadera a Fuerteventura.

- Aixecament de fardell (Lasto altxatzea): Es tracta d'aixecar el major nombre de vegades un fardell a una altura determinada amb l'ajuda d'una corriola.
- Aixecament de pedra (harri-jasotze): És una variant de l'aixecament de pes. Una persona, utilitzant les seves pròpies forces i sense valer-se de cap utensili o mecanisme, aixeca una pedra, llastada o no, des de terra fins a l'espatlla. Encara que en alguns pobles es conserven les tradicionals pedres de forma irregular, els principals harrijasotzailes actuals utilitzen les quatre formes regulars: esfèriques, cilíndriques, cúbiques i paral·lelepipèdiques.
- Recollida de panotxes (lokotx biltzea): Es tracta de recollir en una cistella, en el temps més curt possible, un determinat nombre de panotxes, col·locades en files a 1,25 metres de distància.
- Sega (Sega):Es tracta de tallar el major nombre de quilos d'herba, utilitzant la dalla, en un prat d'una superfície determinada, durant un temps prèviament establert.
- Estirar la corda (Soka-tira): Considerat un esport rural al País Basc, es tracta no obstant això d'un esport estès mundialment, que té federació i competicions internacionals. Va ser esport olímpic en els primers jocs de l'era moderna.

### Altres modalitats assimilables a l'esport rural basc
Hi ha d'altres modalitats esportives que per una o una altra raó solen considerar-se com a esport rural basc, encara que no estiguin federades com a tals.
- A imitació de les proves d'arrossegament de pedra per bestiar, des de l'any 2000, a Trapagaran, Biscaia, se celebren competicions d'arrossegament de pedra per caragols. Aquestes proves imiten algunes característiques de l'esport tradicional (la forma i els colors de les pedres), però els falta la intervenció física dels humans, que és molt important en les competicions amb bous, cavalls o ases.
- El llançament de barra, va ser un dels esports més estesos arreu d'Espanya. A cada zona es practicava adoptant particularitats de les característiques o oficis més representatius. Al país basc va adoptar el nom de llançament de palanca o de barra basca: va haver-hi una època en la qual fou un dels esports rurals més estesos, encara que en l'actualitat pràcticament ha desaparegut. Al segle xviii es practicava a tots els territoris bascos. La seva pràctica va anar reduint-se al llarg del segle xix, encara que perdurant amb força en zones de Guipúscoa (Oiartzun, Gaztelu, Erregil, Azpeitia) fins a desaparèixer la seva pràctica habitual en el segon terç del segle xx. La palanca metàl·lica (barra de ferro) era una eina de treball utilitzada en la mineria. L'esport era molt simple: consistia a llançar la barra metàl·lica (palanca) el més lluny possible. L'esportista rebia el nom de palankari. Existien diverses formes de llançar la palanca. Les apostes es realitzaven normalment en un prat prop del poble i el pes de les palanques era variable, no estava reglamentat, encara que òbviament en una aposta havia de ser el mateix per a tots els competidors. Les disciplines atlètiques de llançament van anar desplaçant la palanca fins a fer-la desaparèixer. Com a dada curiosa cal dir que l'atleta i aventurer Miguel de la Quadra-Salcedo va batre el rècord del món de llançament de javelina utilitzant una tècnica que va adaptar Félix Erausquin del llançament dels palankaris (que es realitzava mitjançant una rotació i no amb una carrera d'aproximació). Una posterior modificació del reglament va anul·lar el rècord del món i va prohibir aquesta tècnica en el llançament de javelina. Félix va tornar a modificar la tècnica i la IAAF es va veure obligada a realitzar una nova modificació del reglament per il·legalitzar la tècnica que es va anomenar espanyola o de Félix Erausquin.
- Modalitats locals d'atletisme: les carreres de korrikalaris sense sacs, en camp obert o als probaderos i places on es practica l'esport rural. Antigament solien combinar-se proves de carreres amb proves d'aizkolaris. En l'actualitat els korrikalaris han estat assimilats per l'atletisme.
- Modalitats locals de joc de bitlles: Existeixen al País Basc nombroses variants del joc de les bitlles que se solen practicar generalment en el medi rural. A diferència del Bearn, on es juga només amb 3 o 6 bitlles, en la modalitat tradicional de Lapurdi es juga amb 9 bitlles. Es col·loquen formant un quadrat sobre una superfície plana, sent la longitud d'una bitlla la distància que es deixa entre cada dues bitlles. El del centre porta un senyal especial. Els jugadors llancen una bola de fusta d'entre 3 i 4 quilos des d'un punt a 15 metres de la bitlla central. A Àlaba existeixen 9 variants del joc de bitlles.
- Regates de traineres (rem). Comparteixen amb l'esport rural, el seu origen en activitats laborals tradicionals, en aquest cas la pesca. És tradicional del País Basc, una embarcació de rem de banc fix coneguda com a trainera. Les competicions de traineres són molt populars, no solament al País Basc, sinó en tota la costa del Cantàbric.
- Baralles d'carners.
- Competicions de gossos pastors.
- Pilota basca: A causa del seu origen basc i la seva forta implantació en el medi rural basc, alguns el consideren un esport rural, encara que estrictament no ho és. Se'n diferencia pel fet de no tenir origen en una activitat laboral. Sempre ha estat una activitat lúdica i un joc. Té federació internacional i ha estat esport d'exhibició en diversos jocs olímpics.
- Jocs d'oques, en xalupa o a cavall.

Així mateix, hi ha activitats lúdiques tradicionals per a adults que requereixen un gran exercici físic però que no tenen competició organitzada, com els tancaments i sokamuturrak amb toros i vaques.